# كندا في الحرب الباردة

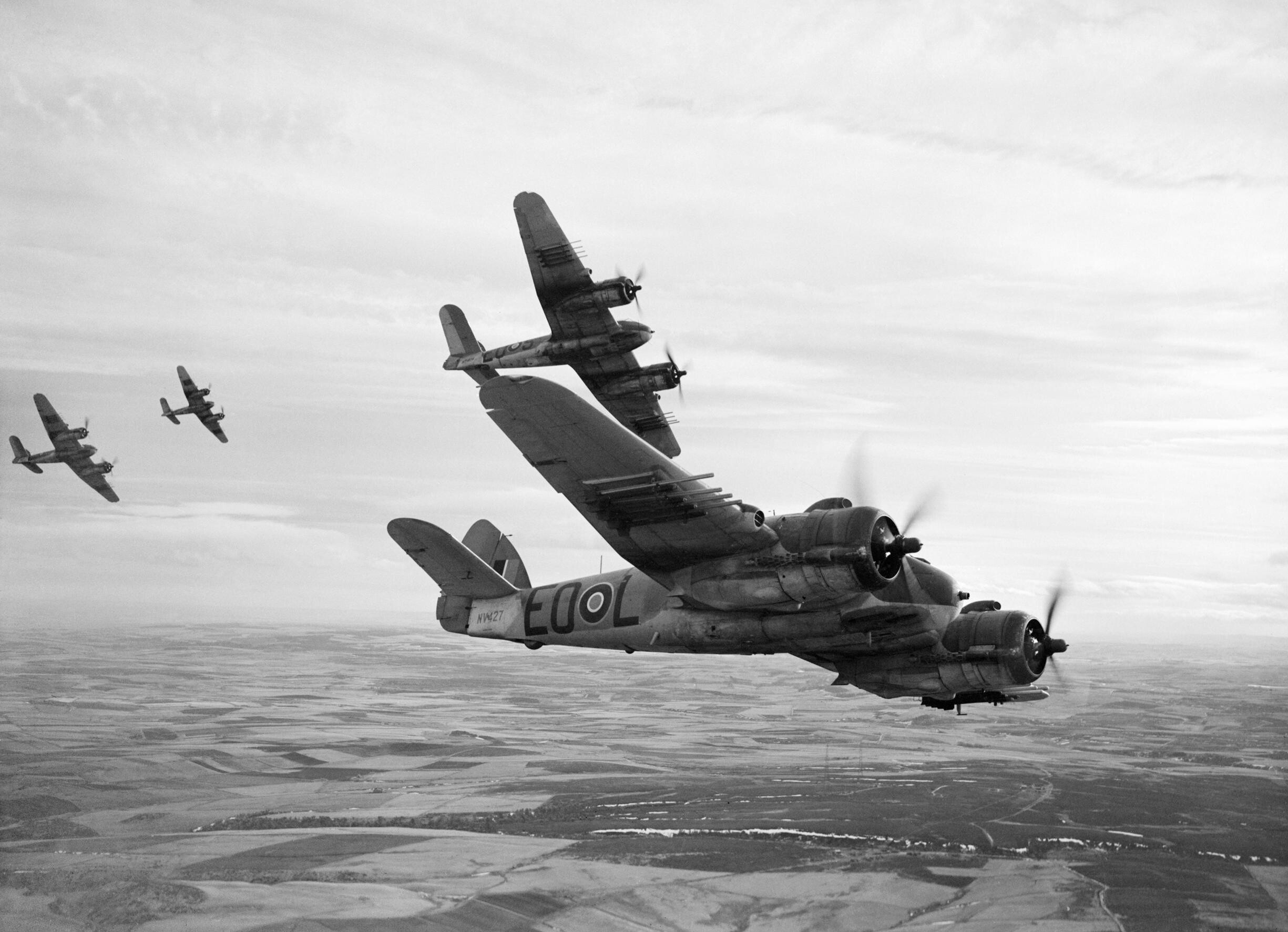
القوات الجوية الملكية الكندية، فبراير 1945. بحلول نهاية الحرب العالمية الثانية، كان لكندا قوة جوية كبيرة وأسطول كبير.

كانت كندا في الحرب الباردة واحدة من القوى الغربية التي لعبت دورًا رئيسيًا في التحالفات الكبرى. كانت حليفةً للولايات المتحدة، لكن وُجدت بعض الخلافات في السياسة الخارجية بين البلدين خلال الحرب الباردة.
كانت عضوًا مؤسسًا في منظمة حلف شمال الأطلسي (ناتو) في عام 1949، وقيادة دفاع الفضاء الجوي الأمريكية الشمالية (نوراد) في عام 1958، ولعبت دورًا رائدًا في عمليات الأمم المتحدة لحفظ السلام؛ من الحرب الكورية إلى إنشاء الأمم المتحدة لقوة حفظ السلام خلال أزمة السويس (العدوان الثلاثي) عام 1956. وقعت تدخلات لاحقة لحفظ السلام في الكونغو (1960)، وقبرص (1964)، وسيناء (1973)، وفيتنام (مع لجنة المراقبة الدولية)، ومرتفعات الجولان، ولبنان (1978)، وناميبيا (1989-1990).
لم تتبع كندا القيادة الأمريكية في جميع أعمال الحرب الباردة، ما سبب توترًا بين البلدين في بعض الأحيان. رفضت كندا خوض حرب فيتنام، وفي عام 1984، أُزيلت آخر الأسلحة النووية من كندا. حافظت كندا على العلاقات مع كوبا واعترفت الحكومة الكندية بجمهورية الصين الشعبية قبل الولايات المتحدة.
احتفظ الجيش الكندي بوجود دائم في أوروبا الغربية كجزء من نشر الناتو في عدة قواعد في ألمانيا؛ بما في ذلك فترات طويلة في قاعدتي القوات الكندية بادن-سوليينغن ولاهر، في منطقة بلاك فورست بألمانيا الغربية. احتُفظ بالمنشآت العسكرية الكندية في برمودا وفرنسا والمملكة المتحدة. منذ أوائل الستينيات وحتى الثمانينيات من القرن العشرين، احتفظت كندا بمنصات أسلحة مع الأسلحة النووية؛ بما في ذلك الصواريخ ذات الرؤوس النووية، وصواريخ جو-جو، وصواريخ أرض-جو، وقنابل السقوط الحر شديدة التدمير المنتشرة بشكل أساسي في مسرح العمليات في أوروبا الغربية وأيضًا في كندا.

## بداية الحرب الباردة (1945-1960)
خرجت كندا من الحرب العالمية الثانية كقوة عالمية، إذ حولت هيمنة نظامها الإمبراطوري الزراعي الريفي المحتضر إلى دولة ذات سيادة حقيقية بشكل جذري، مع اقتصاد السوق المرتكز على مزيج من استخراج الموارد وصقلها، والتصنيع الثقيل، مع ارتفاع بمستوى البحث التكنولوجي والتطوير. نتيجة لتوفير الكثير من الجهد الحربي لمدة ست سنوات طويلة، نما الجيش الكندي بشكل استثنائي: أكثر من مليون مجند تحت الخدمة، وخامس أكبر أسطول أرضي في العالم ورابع أكبر سلاح جوي. على الرغم من الانسحاب في نهاية الحرب، نفذ الجيش الكندي عملية موسك أوكس، وهي عملية نشر واسعة النطاق في القطب الشمالي الكندي هدفت جزئيًا إلى التدريب لحرب برية وجوية في المنطقة. ساعد الكنديون في الجهود الإنسانية، وأرسلوا مراقبين للأمم المتحدة إلى الهند وفلسطين عامي 1947 و1948.
لم يكن هناك أي شك في أي وقت مضى على أي جانب كانت كندا في الحرب الباردة بسبب موقعها وتحالفاتها التاريخية. وعلى الجبهة الداخلية، حاربت كندا بشدة على جميع الأصعدة كل ما وصفته بالتخريب الشيوعي. عارض الكنديون وقادة الأعمال تقدم الحركة العمالية على أساس أنها كانت مؤامرة بلشفية خلال الفترة ما بين الحربين. كانت لحظات الذروة في هذا الجهد هي إضراب وينيبيغ العام في 1919 وحالة الاكتئاب العام في كندا المناهضة للشيوعية، بما في ذلك إيقاف رحلة أوتاوا. كانت البداية الرسمية للحرب الباردة، المرتبطة عادة بانشقاق إيغور غوزينكو عام 1945، وهو كاتب تشفير سوفييتي يعمل في أوتاوا، امتدادًا للسياسات الكندية المناهضة للشيوعية.
كانت كندا عضوًا مؤسسًا في الناتو (منظمة حلف شمال الأطلسي)، وكان رئيس الوزراء سانت لورنت معماريًا رئيسيًا، وكانت واحدة من أكثر مؤيديه المتحمسين ودفعته ليصبح منظمة اقتصادية وثقافية بالإضافة إلى التحالف العسكري.
بدأت كندا والولايات المتحدة في العمل عن كثب في الخمسينيات من القرن العشرين لتدافعا عن أمريكا الشمالية ضد أي هجوم متوقع من العدو. أنشأت قيادة دفاع الفضاء الجوي الأمريكية الشمالية (نوراد) نظام الدفاع الجوي المشترك. في شمال كندا، أُنشئ خط الإنذار المبكر البعيد (خط ديو) لإعطاء تحذير من القاذفات السوفييتية المتجهة فوق القطب الشمالي. طُورت أنظمة مماثلة لرادار الإنذار المبكر في وسط كندا، والمعروف باسم خط منتصف كندا، وعبر خط عرض 50 درجة شمالًا، والمعروف باسم خط بينتري.

## معاداة الشيوعية
تعاملت كندا مع التهديد الذي يمثله المتعاطفون مع الشيوعية بطريقة أكثر اعتدالًا من الولايات المتحدة. تمنت الولايات المتحدة أن تمضي الحكومة الكندية إلى أبعد من ذلك وطالبت بتطهير النقابات، لكن الحكومة الكندية تركت تطهير النقابات العمالية للاتحاد الأمريكي للعمل وتجمع المنظمات الصناعية (إيه إف إل - سي آي أو). كان المسؤولون الأمريكيون قلقين بشكل خاص بشأن البحارة على متن سفن الشحن في البحيرات العظمى، وفي عام 1951، أضافتهم كندا إلى أولئك الذين فُحصوا بالفعل بواسطة برنامج الفحص السري المناهض للشيوعية. لم يُحظر الحزب الشيوعي الكندي حتى أُلغى رئيس الوزراء ماكنزي كينغ المادة 98 عام 1935.
على الرغم من موقفها المعتدل نسبيًا من الشيوعية، واصلت الدولة الكندية المراقبة المكثفة للشيوعيين وتبادل المعلومات الاستخباراتية مع الولايات المتحدة. كانت خطة بروفنك PROFUNC (اختصارًا لـ«كبار الموظفين PROminent FUNCtionaries») سرية للغاية من الحكومة الكندية لتحديد واحتجاز المتعاطفين الشيوعيين في ذروة الحرب الباردة.
تصاعد التوتر بين كندا والولايات المتحدة خلال فترة 4 أبريل 1957، إذ انتحر السفير الكندي في مصر، إيغرتن هاربرت نورمان، من مبنى في مدينة القاهرة بعد أن نشرت اللجنة الفرعية التابعة لمجلس الشيوخ الأمريكي للأمن الداخلي سجلًا نصيًا لجلسة استماع سابقة لوسائل الإعلام. على الرغم من تبرئته قبل عدة سنوات، أولًا من قبل شرطة الخيالة الكندية الملكية (آر سي إم بّي) عام 1950 ثم مرة أخرى من قبل وزير الشؤون الخارجية الكندية، ليستر ب. بيرسون، صوّرت وسائل الإعلام الأمريكية نورمان على أنه جاسوس وخائن. الدليل الوحيد الذي كان لدى الولايات المتحدة هو أن نورمان عندما كان طالب في جامعتي كامبريدج وهارفرد درس ضمن مجموعة شيوعية ماركسية. هذا ما جعل بيرسون، الذي كان حينها وزيرًا للشؤون الخارجية، يرسل مذكرة إلى الحكومة الأمريكية مدعومًا بالغضب في جميع أنحاء البلاد. هدد فيها بعدم تقديم مزيد من المعلومات الأمنية عن المواطنين الكنديين حتى يُضمن عدم تجاوز هذه المعلومات إلى خارج السلطة التنفيذية للحكومة.